# Leopardus
Leopardus je rod drobně skvrnitých malých koček ze Střední a Jižní Ameriky, některé svým výskytem zasahují až do jižní části USA. Jde o největší americkou skupinu kočkovitých šelem, kromě nich zde žijí pouze dva druhy rodu puma, dva rysové a jaguár. Největším druhem skupiny je ocelot velký, většina ostatních se velikostí podobá kočce domácí.

## Druhy
- ocelot velký (Leopardus pardalis)
- margay (Leopardus wiedii)
- kočka pampová (Leopardus colocolo) – včetně L. pajeros a L. braccatus
- kočka horská (Leopardus jacobita)
- ocelot stromový (Leopardus tigrinus)
- kočka tmavá (Leopardus guigna)
- kočka slaništní (Leopardus geoffroyi)